# Lucyna Gruszczyńska
Lucyna Gruszczyńska (ur. 16 kwietnia 1966) – polska lekkoatletka, specjalizująca się w pchnięciu kulą, medalistka mistrzostw Polski.

## Kariera sportowa
Była zawodniczką Zawiszy Bydgoszcz.
Na mistrzostwach Polski seniorek na otwartym stadionie zdobyła jeden medal w pchnięciu kulą – brązowy w 1987. 
Rekord życiowy w pchnięciu kulą: 16,22 (25.07.1987).